# La Princesse insensible
La Princesse insensible est une série télévisée d'animation française en treize épisodes d'environ 4 minutes réalisée par Michel Ocelot et diffusée à partir du 21 décembre 1983 sur Antenne 2.
Au Québec, elle est diffusée à partir du 15 septembre 1985 sur TVJQ dans le bloc Et Cetera.

## Synopsis
La fille du roi est indifférente à tout. Le roi promet de donner sa main au prince qui saura l'émerveiller. Treize prétendants défilent devant la princesse, installée dans un théâtre, et tentent de l'étonner par toutes sortes de tours.

## Fiche technique
- Titre : La Princesse insensible
- Réalisation : Michel Ocelot
- Musique originale : Christian Maire
- Technique : cellulo et papier découpé
- Sociétés de production : Animation Art graphique Audiovisuel, Antenne 2, CNC
- Épisodes : 13
- Durée par épisode : 4 minutes
- Pays :  France
- Langue : français
- Format : couleur, 16 mm

## Épisodes
1. Le Prince dompteur
2. Le Prince jardinier
3. Le Prince à transformations
4. Le Prince météorologue
5. Le Prince sourcier
6. Le Prince volant
7. Le Prince sous-marin
8. Le Prince peintre
9. Le Prince décorateur
10. Le Prince magicien
11. Le Prince qui fait semblant
12. Le Prince artificier
13. Le Prince écolier

## Distribution
- Yves Arcanel - L'annonceur
- Karin Maire - La princesse insensible (dernier épisode)
- Joël Péju - Le prince écolier (dernier épisode)
- Michel Ocelot - Voix du Narrateur

## Diffusions
Elle a été présentée au 3e Festival d'Animation pour la Jeunesse de Bourg en Bresse en 1984, et au 6th International Odense Film Festival, au Danemark, en 1985.